# Strada provinciale 40 Passo Zanchetto-Porretta Terme
La strada provinciale 40 Passo Zanchetto-Porretta Terme è una strada provinciale italiana della città metropolitana di Bologna.

## Percorso
Si diparte dalla SP 62/1 nel comune di Camugnano, sul Passo dello Zanchetto (872 m s.l.m.) e poco lontano dalla cima della Serra dello Zanchetto. Con una lunga discesa, la strada scende verso ovest fino al Lago di Suviana toccando le località di Barceda, Baigno e Bargi. Lungo la diga, la strada passa nel comune di Castel di Casio. Da Suviana segue la sponda occidentale del lago per poi salire a Badi e, nel contempo, cambiare direzione e correre verso nord. Segue così la linea spartiacque tra il Limentra Orientale ed il Reno; per un breve tratto sconfina nella provincia di Pistoia. Passata la frazione di Lizzo, la provinciale scende ad ovest fino a Berzantina (Castel di Casio) e alla contigua Porretta Terme. La SP 40 finisce in corrispondenza dell'incrocio con la SP 52.